# Монастырь Херренкимзе
Монастырь Херренкимзе (нем. Kloster Herrenchiemsee) — бывший августинский монастырь, располагавшийся на одноимённом острове на озере Кимзе — на территории коммуны Прин-ам-Кимзе (Верхняя Бавария); был основан по инициативе Юстасия —настоятеля бургундского монастыря Люксёй — между 620 и 629 годами; после секуляризации 1803 года часть комплекса монастырских зданий была преобразована в одноимённый дворец.

## История и описание
Согласно традиционным представлениям самих монахов, обитель была основана герцогом Тассилоном III: фактическим же основателем являлся Юстасий, настоятель монастыря Люксёй в Бургундии. Согласно археологическим находкам основание имело место между 620 и 629 годом: что делает обитель на острове (деревянный монастырский комплекс) самым старым монастырем Баварии, поскольку она примерно на семьдесят лет старше аббатства Святого Петра в Зальцбурге, которое долгое время считалось самым старым монастырем региона. С момента основания и до 1130 года Херренкимзе являлся бенедиктинским монастырём, а с 1130 года — монастырём августинских каноников. В X веке обитель пережила даже вторжение с территории современной Венгрии, а в 969 году император Отто I передал свою собственность на острове Зальцбургскому архиепископу.
Строительство монастырской церкви — трехнефной романской базилики — было завершено в 1158 году; строительство храма было подтверждено папской буллой от 1142 года. Посвященный святым Сиксту и Себастьяну храм с 1215 года являлся собором, поскольку в тот период была основана небольшая Кимзейская епархия: новая епархия была со всех сторон окружена епархией Зальцбурга и включала в себя только одиннадцать приходов. Обитель процветала в XV веке, однако неумелое управление финансами привело к формированию задолженности, в связи с чем в 1552—1562 годах монастырь был подчинен светской администрации. Только при настоятеле Арсении Ульрихе, занимавшим свой пост с 1627 по 1653 год, устойчивое финансовое положение монастыря было восстановлено.
В 1642 году было начато строительство нового монастырского комплекса — оно завершилось только в 1731. С 1676 по 1678 год архитектор из Граубюндена Лоренцо Шиаска начал отделку зданий в стиле барокко; с 1700 по 1704 год перестройка продолжалась по планам архитектора Антонио Рива (1650—1713). Помимо архитектуры, процветание аббатства отразилось и в его богатом музыкальном наследии — в монастырском архиве хранилось около 550 музыкальных рукописей.
Монастырь был распущен в 1803 году — в ходе секуляризации в Баварии. Он был продан в том же году коммерсанту из Мангейма Карлу фон Люнешлоссу. Между 1818 и 1820 годами мюнхенский купец Алоис фон Флекингер разрушил башни и хор бывшего собора, основав пивоварню в бывшем нефе. Главный алтарь собора был перевезён в Римстинг, а орган Иоганна Кристофа Эгедахера — в Титмонинг. Некоторые здания монастыря были преобразованы во дворец Херренкимзее.
Сегодня в бывшем монастыре находится постоянная экспозиция картин местного художника Юлиуса Экстера (1863—1939), а также — несколько залов, посвященных духовной истории острова; кроме того широкой публике представлены восстановленные жилые помещения Людвига II и зал конституционного собрания 1948 года. Современные планы предусматривают восстановление разрушенного собора.